# Амбістома короткоголова
Амбістома короткоголова (Ambystoma texanum) — вид земноводних з роду амбістома родини амбістомові.

## Опис
Загальна довжина досягає 11—17,8 см. Голова коротка, широка. Очі опуклі. тулуб масивний та кремезний. Кінцівки сильні з довгими пальцями. Хвіст доволі довгий, який поступово сплощується й звужується.
Забарвлення спини сіро-чорне або чорне. Боки та черево сіруватого кольору, інколи із синюватим відтінком. По основному фону розкидані темні цятки.

## Спосіб життя
Воліє до вологих місцин — заплав річок, повалених і гниючих дерева біля водойм і боліт або опалого листя, полюбляє сільськогосподарські угіддя, луки і прерії, іноді трапляється на скелястих схилах. Використовує нори, вириті іншими тваринами, в тому числі річковими раками і дрібними ссавцями. Вечірній дощ іноді спонукає її до виходу на поверхню. Веде нічний спосіб життя, вдень ховаючись в укриттях. Дорослі особини у норах перечікують найспекотніші місяці в році. Веде потайний спосіб життя. Живиться хробаками, молюсками, іншими безхребетними.
Під час сезону розмноження навколо водойм ці амбістоми можуть збиратися невеликими групами. Парування відбувається під водою. Період розмноження триває з січня-лютого до березня-квітня. У неї внутрішнє запліднення, без амплексуса. Самці підштовхують самок, труться об них, а потім відкладають сперматофори у воду (на гілки або листя). Один самець може відкласти до 128 сперматофорів. Самки забирають сперматофори в себе (до 26 сперматофорів від різних самців), а потім відкладають ікру на мілководдя і зазвичай прикріплюють її до водної рослинності.
Самиці відкладають ікру поодиноко або в групах. За рік одна самка може призвести до 300–700 яєць 1,6—2,5 мм в діаметрі, які відкладає в дрібних студенистих масах по 3—30 яєць. Ікринки в окремих мішках, відкладаються самицею в стоячих або нешвидких водоймах, зокрема тимчасові лісові водойми, придорожні канави, болота. Личинки водні, за пропорціями схожі на дорослих особин.

## Розповсюдження
Поширена у США: від північно-східного штату Огайо на захід до Міссурі та східної Небраски. Північна межа ареалу — південно-східний Мічиган, південна межа — західний Кентуккі і Теннессі.